# Condado de Butte (California)
El condado de Butte (en inglés: Butte County), fundado en 1850, es uno de 58 condados del estado estadounidense de California. En el año 2000, el condado tenía una población de 220,337 habitantes y una densidad poblacional de 52.5 personas por km². La sede del condado es Oroville.
El condado de Butte constituye las ciudades de Oroville, Chico, Paradise, Gridley y Biggs. Se encuentra en el Valle Central de California, al norte de la capital del estado, Sacramento. El condado de Butte es conocido como la "Tierra de la riqueza y la belleza natural".

## Geografía
Según la Oficina del Censo, el condado tiene un área total de 4343.4 km², de la cual 4,245 km² es tierra y 98.4 km² (2.24%) es agua.

### Condados adyacentes
- Condado de Tehama (norte)
- Condado de Plumas (este)
- Condado de Yuba & condado de Sutter (sur)
- Condado de Colusa (suroeste)
- Condado de Glenn (oeste)

### Localidades

#### Ciudades
Biggs |
Chico |
Gridley |
Oroville |
Paradise 

#### Lugares designados por el censo
Bangor |
Berry Creek |
Butte Creek Canyon |
Butte Meadows |
Butte Valley |
Cherokee |
Clipper Mills |
Cohasset |
Concow |
Durham |
Forbestown |
Forest Ranch |
Kelly Ridge |
Honcut |
Magalia |
Nord |
Oroville East |
Palermo |
Rackerby |
Richvale |
Robinson Mill |
South Oroville |
Stirling City |
Thermalito |
Yankee Hill 

## Demografía
En el censo de 2000, había 203,171 personas, 79 566 hogares y 49,410 familias residiendo en el condado. La densidad poblacional era de 48 personas por km². En el 2000 había 85 523 unidades habitacionales en una densidad de 20 por km². La demografía del condado era de 84.52% blancos, 1.39% afroamericanos, 1.90% amerindios, 3.32% asiáticos, 0.15% isleños del Pacífico, 4.82% de otras razas y 3.90% de dos o más razas. 10.50% de la población era de origen hispano o latino de cualquier raza.
Según la Oficina del Censo en 2000 los ingresos medios por hogar en la localidad eran de $31 924, y los ingresos medios por familia eran $41 010. Los hombres tenían unos ingresos medios de $34 137 frente a los $25 393 para las mujeres. La renta per cápita para la localidad era de $25 393. Alrededor del 19.80% de la población estaban por debajo del umbral de pobreza.

## Transporte

### Principales autopistas
- Ruta Estatal de California 32
- Ruta Estatal de California 70
- Ruta Estatal de California 99